# Hypnotize U
Hypnotize U è un brano musicale dei N.E.R.D, estratto come secondo singolo dall'album Nothing. Il singolo è stato pubblicato il 18 ottobre 2010 ed è stato prodotto dal duo francese Daft Punk.
Il video musicale prodotto per Hypnotize U è stato diretto dal regista Paul Hunter.

## Tracce
Promo - CD-Single Interscope - (UMG)
1. Hypnotize U - 4:1

## Classifiche
| Classifica (2010) | Posizione più alta |
| ----------------- | ------------------ |
| Belgio (Fiandre)  | 9                  |
| Belgio (Vallonia) | 9                  |